# قارشقا تبة سي عليا
قارشقا تبة سي عليا هي قرية في مقاطعة بارس أباد، إيران. عدد سكان هذه القرية هو 135 في سنة 2006.